# Incident (2023)
Incident ist ein US-amerikanischer Dokumentar-Kurzfilm von Bill Morrison aus dem Jahr 2023 über den Mord an Harith Augustus durch Polizisten.

## Inhalt
Am 14. Juli 2018 ging der dunkelhäutige Harith Augustus eine Straße in Chicago entlang, wo er von vier Polizisten aufgehalten wurde. Er konnte sich losreißen und schien, nach einer Schusswaffe zu greifen, woraufhin er von einem der Polizisten durch vier Schüsse verwundet wurde und noch am Tatort verstarb. Der Film zeigt die Szene aus verschiedenen Kamerawinkeln mittels Body-Cam, Dashboard- und Überwachungskameras.

## Produktion
Der Journalist Jamie Kalven hatte bereits den gewaltsamen Tod von Laquan McDonald 2014 filmisch aufgearbeitet. Das „Civilian Office of Police Accountability“ veröffentlichte bereits am nächsten Tag 20 Videos und Tondateien über die Schießerei. Daraufhin beantragte Kalven, das vollständige Material mit über 20 Stunden einsehen zu können. Dies wurde ihm gewährt und bildete die Grundlage für den Dokumentarfilm Incident.

## Rezeption
Der Film feierte am 25. April 2023 auf dem Visions du Réel seine Premiere. Morrison und Kalven zeigten den Film in einigen US-amerikanischen Städten, wo der Film ein positives Echo erreichte. Bei einer Vorführung war auch Augustus Mutter anwesend, die die Arbeit der Filmemacher lobte.
Regisseur Morrison sagte in einem Interview, dass der Kurzfilm dazu geführt habe, dass Polizeibeamte nun bewusst schauspielern, um in einer anschließenden Begutachtung positiv aufzufallen.
Der Film wurde bei einigen Filmfestivals gezeigt und erhielt Preise als Bester Dokumentarfilm. So wurde er auch bei der Oscarverleihung 2025 in der Kategorie Bester Dokumentar-Kurzfilm nominiert.

## Auszeichnungen (Auswahl)
- 2023: IDA Award in der Kategorie Bester Dokumentar-Kurzfilm
- 2024: Critics’-Choice-Documentary-Award-Nominierung in den Kategorien Bester Dokumentar-Kurzfilm und Bester True-Crime-Dokumentarfilm
- 2024: Jurypreis des Champs-Élysées Film Festival
- 2024: FOCAL International Award in der Kategorie Beste Materialverwendung in einem Kurzfilm
- 2024: Truth Seeker Award des Tehran International Short Film Festival
- 2024: Florida Film Festival in der Kategorie Bester Dokumentar-Kurzfilm
- 2025: Cinema Eye Honor Award in der Kategorie Bester Dokumentar-Kurzfilm
- 2025: Oscar-Nominierung in der Kategorie Bester Dokumentar-Kurzfilm